# You Want It You Got It
| Recensione                    | Giudizio |
| ----------------------------- | -------- |
| AllMusic                      | [ 2 ]    |
| The Rolling Stone Album Guide | [ 3 ]    |

You Want It You Got It è il secondo album di Bryan Adams, prodotto dallo stesso Adams e Bob Clearmountain ed è stato pubblicato nel 1981. Questo è stato l'album che ha istituito il suono che Adams ha conservato tutta la sua carriera discografica. A differenza del primo album in cui Adams e Jim Vallance stessi hanno suonato la maggior parte degli strumenti, You Want It You Got It è stato registrato dal vivo in studio. L'album è stato registrato al Le Studio di Morin-Heights in Quebec, per un periodo di due settimane durante la primavera del 1981 ed è stato mixato al Power Station Studios di New York.
L'album in origine doveva essere intitolato "Bryan Adams Hasn't Heard Of You Either" (a causa della indifferenza critica per il suo primo album), ma il senso dell'umorismo di Adams non è stato preso in considerazione della casa discografica, che hanno optato per il titolo più sicuro.
Negli anni successivi, molte delle canzoni sono state registrate da altri artisti. Gli esempi includono "Lonely Nights" dai Uriah Heep, "Jealousy" dai Prism,  "Tonight" da Randy Meisner e "Fits Ya Good" da Tove Naess, tra gli altri.
Bob also set a higher standard by hiring a number of seasoned New York session musicians, several of whom would continue working with Bryan for decades.
The combination of Bob's production skills and the musicians' expertise gave "You Want It, You Got It" significantly more punch than Bryan's previous album.
More importantly, Adams had "found" his voice. Gone were the effeminate affectations of his "Sweeney Todd" days.   He was now delivering the throaty vocal style that would become his trademark.»
Bob ha impostato anche un livello superiore con l'assunzione di un certo numero di esperti musicisti di New York, molti dei quali avrebbero continuato a lavorare con Bryan per decenni.La combinazione di abilità di produzione di Bob e l'esperienza dei musicisti hanno dato a "You Want It, You Got It" un significante miglioramento rispetto all'album precedente di Bryan.Ancora più importante, Adams ha "trovato" la sua voce. Erano finite le affettazione effeminato del periodo degli "Sweeney Todd". Ora stava trasportando il suo stile vocale gutturale che sarebbe diventato il suo marchio di fabbrica.»
(Jim Vallance)

## You Want It You Got It Tour
È il tour musicale di Bryan Adams a supporto del suo album You Want It You Got It.
Il tour inizia da Toronto nell'ottobre 1981, per proseguire nel 1982 interamente in Canada e negli Stati Uniti d'America, per alcune date svolge concerti assieme alla rock band canadese Loverboy.

## Tracce
1. Lonely Nights – 3:46 (Adams, Vallance[5])
2. One Good Reason – 4:22 (Adams, Vallance[9])
3. Don't Look Now – 3:06 (Adams, Vallance[10])
4. Coming Home – 3:34 (Adams, Vallance[11])
5. Fits Ya Good – 4:35 (Adams, Vallance[7])
6. Jealousy – 3:49 (Adams)
7. Tonight – 3:58 (Adams, Vallance)
8. You Want It, You Got It – 3:49 (Adams, Vallance[12])
9. Last Chance – 3:17 (Adams, Vallance[13])
10. No One Makes It Right – 3:17 (Adams)

## Personale & Collaboratori
- Bryan Adams - Chitarra, pianoforte, cantante, Produttore discografico
- Mickey Curry - Batteria
- Jamie Glaser - Chitarra
- Tommy Mandel -Tastiere, organo, Sintetizzatore
- Jimmy Maelen - Percussioni
- G.E. Smith - Chitarra
- Brian Stanley - Basso
- Jonathan Gerber - Sassofono
- Cindy Bullens - Cori
- Bob Clearmountain - Produttore discografico, missaggio, ingegnere del suono
- Bob Ludwig - Mastering

## Classifiche
| Classifica (1982-85) | Posizione massima |
| -------------------- | ----------------- |
| Canada (RPM)         | 50                |
| Regno Unito          | 78                |
| Stati Uniti          | 118               |